# Florencia Quiñones
María Florencia Quiñones (Oncativo, provincia de Córdoba, 26 de agosto de 1986) es una exfutbolista y entrenadora argentina. Se desempeña como directora técnica del equipo femenino profesional de  Boca Juniors, y como jugadora de futsal del mismo club.
En 16 años de trayectoria profesional, Quiñones pasó por tres clubes (San Lorenzo, F. C. Barcelona y Boca Juniors) y obtuvo 11 títulos (ocho campeonatos nacionales, dos torneos regionales y un campeonato internacional con la selección de Argentina).
Se desempeñó como jugadora de futsal en San Lorenzo, donde obtuvo 10 torneos de la AFA y 3 torneos no oficiales.

## Inicios
Crecida en Oncativo, es hija de Marcelo el Colorado Quiñones, ídolo de Racing de Nueva Italia durante la década de los 80.   
Desde pequeña comenzó a tener trato con la pelota practicando con su prima al salir del colegio, en un terreno, donde no habían arcos ni césped y jugaban la pelota hasta las 11 de la noche. 
Otra forma de practicar con la pelota era contra una pared, lo que en Argentina, muchos lo conocen como "jugar al paredón", Florencia Quiñones, le pateaba sin parar al muro, para obtener una devolución del mismo.  
De la mano de su padre, que es quien la invita a jugar un partido con 8 años de edad, en cancha de 11, como delantera, contra varones dos categorías mayores que ella. 
A los 9 años, finalmente tuvo edad para jugar en las inferiores y arrancó en el de Atlético Unión de Oncativo y en el Flor de Ceibo. Mientras tanto, seguía entrenando con su padre y durante seis años jugó solamente con varones a los cuales superaba en técnica.

## Trayectoria Profesional

### San Lorenzo

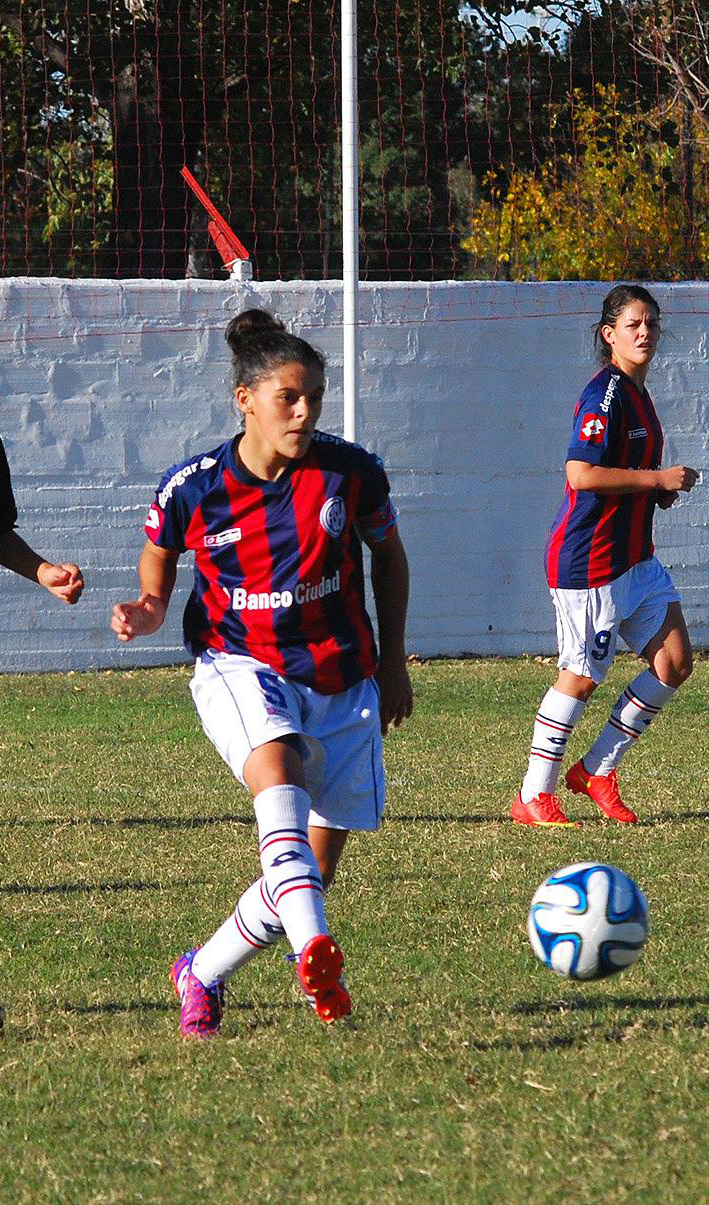
Quiñones jugando en San Lorenzo.

Con 16 años de edad, arribó a San Lorenzo en 2005 gracias a una convocatoria de la selección argentina. 
En el 2006, La Voz del Interior, medio de comunicación de la Provincia de Córdoba, donde nació la defensora y mediocampista, hizo entrega a Florencia Quiñones del galardón de los premios Estímulo 2006, como joven promesa en el fútbol femenino. En ese entonces la jugadora tenía 20 años de edad. La premiación fue la décima cuarta entrega y fue elegida con otras 31 jóvenes promesas, en la que se destacaron otros deportistas como el tenista David Nalbandian.
Se desarrolló en San Lorenzo de Almagro en el fútbol femenino en cancha de once, y fue jugadora de futsal en el equipo azulgrana siendo parte de los inicios del conjunto más ganador de la disciplina en la Argentina. En 2008 levantó su primera copa, al ganar el Torneo de Apertura. Con la obtención de este título, San Lorenzo disputaría el partido clasificatorio a la primera edición de la Copa Libertadores frente a River Plate obteniendo el pase a dicho torneo tras una victoria por 5-0 en el estadio de All Boys.
Sumó otros diez títulos amistosos con "Las Santitas" en futbol de once y en Futsal, obtuvo diez torneos de la AFA y tres no oficiales.
La despedida de San Lorenzo de Almagro, sería en el clásico contra el Club Atlético Boca Juniors para luego emigrar a otra institución con la camiseta azulgrana del Viejo Continente, el F.C Barcelona.

### F. C. Barcelona
Llegó al F. C. Barcelona en el verano de 2011, a los 24 años de edad, donde logró buenos resultados nada más empezar la temporada, ganando la Copa Cataluña frente al R. C. D. Español en el mismo año en que llegó al país español..
Luego en el 2012 repetiría obtener nuevamente la Copa Cataluña, torneo regional, siendo bicampeona de este certamen, ganando por segunda vez consecutiva al  R. C. D. Español pero esta vez desde los 12 pasos.
Durante el campeonato tuvo variadas participaciones con buenas críticas, y al final de la temporada el club consiguió el título de Primera División Femenina de España. Este título de Liga que consigue Florencia Quiñones coincide con la primera vez que el F.C Barcelona sale campeonas de dicho certamen con 31 victorias, un empate y sólo dos derrotas tras 34 jornadas. Este campeonato significó la clasificación a la Women's Champions League.
La temporada sería aún mejor para ella y para el equipo, consiguiendo ganar la Copa Cataluña, La Liga nuevamente en el 2013 y la Copa de la Reina.
Allí obtuvo cinco títulos: dos Copa Cataluña, una Copa de la Reina y dos Ligas.
En su paso por el Viejo Continente, la mediocampista o defensora, adquirió otras técnicas y experiencia en el juego debido a que la manera de jugar al futbol en España es diferente a como se juega en Argentina. Allí mismo en Cataluña mientras jugaba, realizó el curso de directora técnica.

### La vuelta a San Lorenzo
Desde el día en que emigró a Europa aseguró que algún día iba a volver a jugar en San Lorenzo, ya que había formado grandes lazos con la institución y era reconocida por una gran cantidad de simpatizantes. A pesar de la distancia, ella era recibida por una agrupación sanlorencista en Barcelona donde se juntaban a ver los partidos que disputaba San Lorenzo en el campeonato de primera división. Por motivos de adaptación, familiares y algunas lesiones que la tuvieron sin jugar, decidió volver a San Lorenzo. Con el regreso de Quiñones, San Lorenzo estaba en condiciones de ir por un nuevo título. Este le fue esquivo en el Torneo Inicial 2013 y el Torneo Final 2014, en los cuales San Lorenzo finalizó a escasos puntos de los campeones. Finalmente en el torneo largo de 2015, con Quiñones como capitana, San Lorenzo logró el título después de siete años.
El 3 de julio del 2017, la cordobesa, suma otro galardón a su trayectoria. La Cámara de Diputados de La Nación junto con la Asociación Femenina de Fútbol Argentino le dio una mención especial a la capitana de "Las Santitas". El reconocimiento se llevó a cabo por el aniversario de la Asociación Femenina de Fútbol Argentino y bajo el lema "Nosotras también jugamos al fútbol".

### Boca Juniors

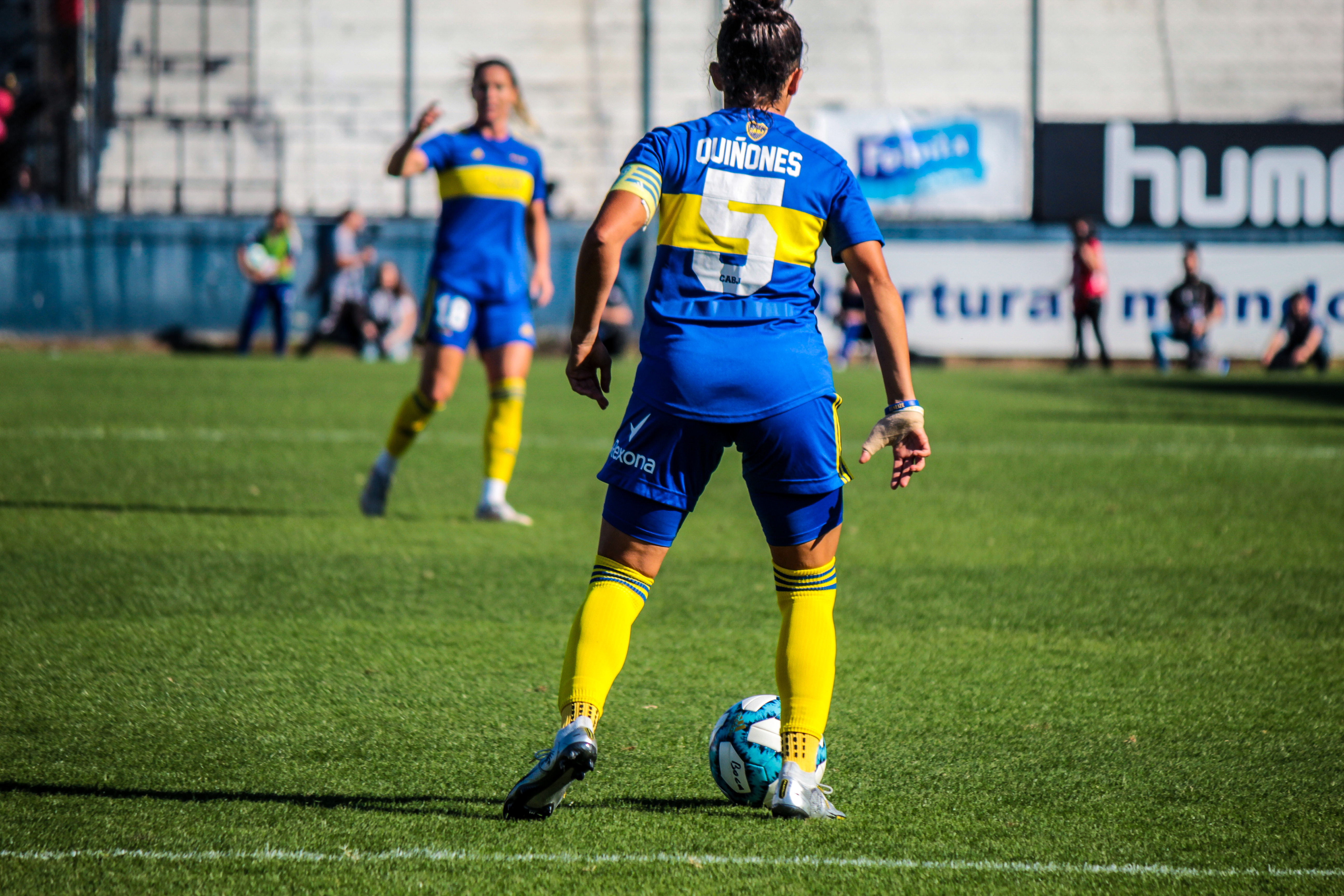

En el segundo semestre de 2017, con 30 años de edad, llegó a Boca Juniors. Su primer partido fue el 19 de agosto de 2017, en la victoria contra UAI Urquiza por 2-1.
Los primeros dos años, Boca fue subcampeón de los campeonatos de Primera División (2017-18 y 2018-19) y luego fue el equipo de mejor desempeño en el inconcluso primer campeonato de la era profesional (2019-20).
En diciembre del 2018, se llevó a cabo la entrega de los "Premios Xeneizes 2018" en el Polideportivo Quinquela Martín. La oriunda de Oncativo, fue reconocida como la mejor jugadora de Boca Juniors por su desempeño durante el campeonato.
En agosto de 2019, en el marco de la profesionalización del fútbol femenino, Quiñones y otras jugadoras de la institución firmaron su primer contrato profesional con el club antes del comienzo del campeonato. 

"El club apuesta por nosotras y estamos todas en las mismas condiciones. Eso hace que sea una competencia sana para todas y que nos exijamos al 100%. Es una cuestión de derechos y obligaciones que tenemos mutuamente"
Florencia Quiñones

El 24 de septiembre de 2019 se dio el primer Superclásico femenino de la era semiprofesional en el Estadio Alberto J. Armando. El partido se dio en el debut del Campeonato de Primera División ante 4000 socios en la platea baja. Quiñones fue titular en el encuentro como capitana. Sobre el final del primer tiempo, Quiñones logró entrar sola en el área y cabecear un centro enviado por Fabiana Vallejos para marcar el primer gol de Boca en el profesionalismo. El encuentro finalizó con una goleada 5-0 a favor de Boca. Luego del partido, en una entrevista para el diario Clarín, la jugadora declaró:

"Nunca grito los goles, pero este lo grité como nunca".
Florencia Quiñones

El 10 de enero del 2020, Boca Juniors presentó su primera indumentaria tras haber firmado contrato con la empresa Adidas. En la presentación oficial de la camiseta de las tres tiras, una de las representantes del futbol femenino fue Florencia Quiñones.
La campaña oficial de divulgación ha reafirmado la firme apuesta xeneize por el #futfem emprendida tras el Mundial de Francia-2019.
El 31 de enero de 2020, Boca obtuvo la Copa de Verano La Pedrera que se disputó en la provincia de San Luis, al ganar la final contra River por 2-0.
En una entrevista para Boca Juniors, publicada el 5 de marzo de 2020, Quiñones dijo que se iba a retirar cuando sea campeona en Boca. Días después se decretó la cuarentena por la pandemia de COVID-19 en Argentina. Boca estaba puntero del torneo faltando algunas fechas para terminar el certamen, que por falta de actividades deportivas se terminó suspendiendo, quedando vacante el título. Boca fue clasificado para la Copa Libertadores Femenina 2020.
El 19 de enero de 2021, se llevó a cabo la primera final en la era profesional del fútbol femenino de Argentina por el Torneo Transición 2020 en el Estadio José Amalfitani. La final se definió con el superclásico entre Boca y River. Boca goleó 7-0 a River, logrando su título número 25 y quedando como las primeras campeonas en la era profesional. Así Quiñones logró su primer título con Boca.

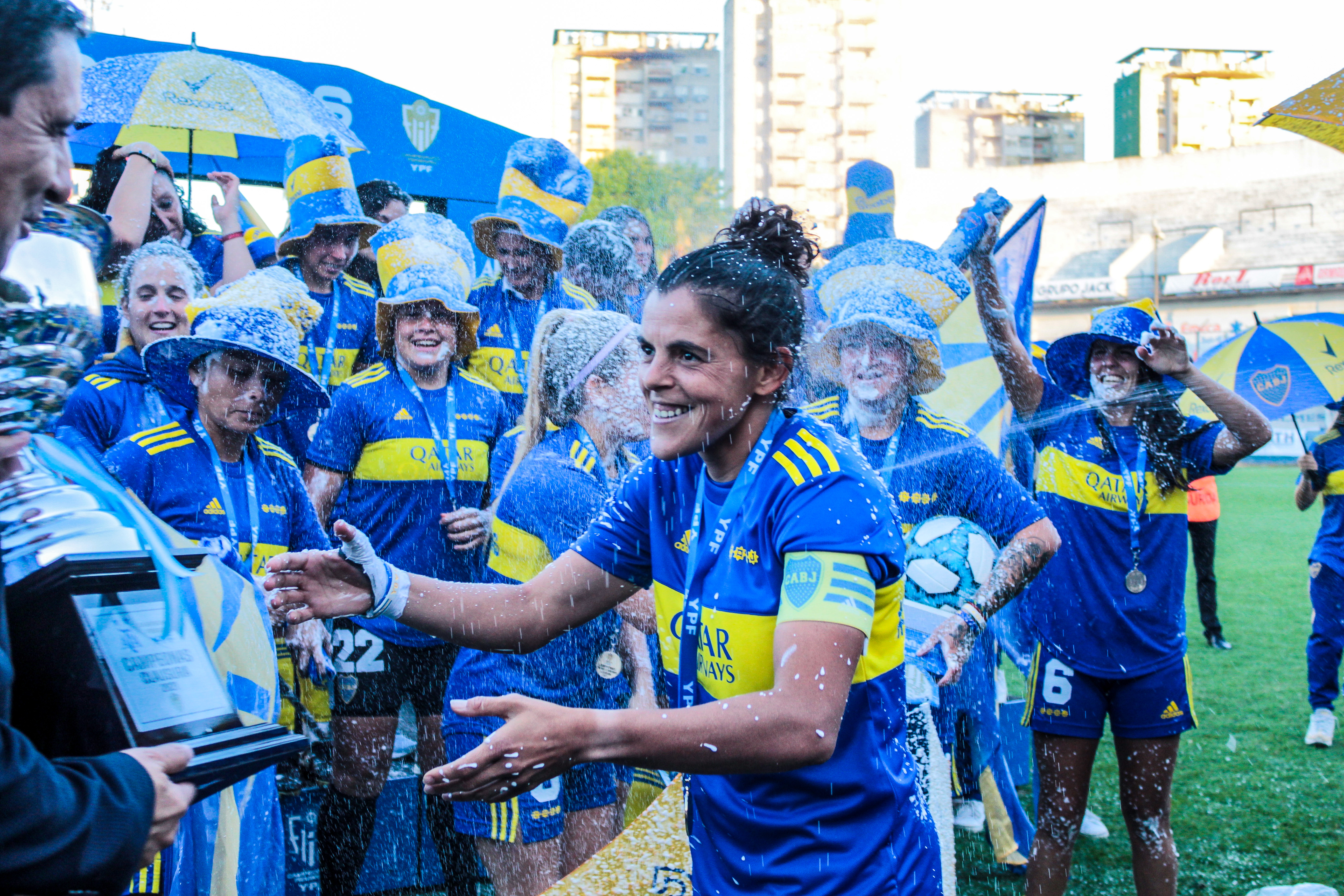
Quiñones recibiendo el trofeo de campeonas del Clausura 2021.

En el Apertura 2021, Boca Juniors llegaría a la final contra San Lorenzo de Almagro, donde perdió la final del título por penales. 
En la mitad del torneo, aun cuando el equipo estaba en la zona de grupos, luego de enfrentar al Club El Porvenir; al día siguiente se anunció desde la Asociación del Fútbol Argentino que Florencia Quiñones oficiará de directora técnica alterna de la Sub-17 y Sub-15. A raíz de esta decisión personal de la jugadora, quedaría en claro que sería el último campeonato que disputaría la capitana de "Las Gladiadoras" para abocarse de lleno a su nuevo rol en la AFA.
El 20 de noviembre del 2021, Florencia Quiñones disputaría el último superclásico por la semifinal del Torneo Clausura, logrando una victoria contra el Club Atlético River Plate por 3 a 0 y sacando el pasaje a la final del torneo que se llevó a cabo  el 5 de diciembre de 2021, en el Estadio Centenario Ciudad de Quilmes, en donde Boca se consagró campeón por segunda vez en el profesionalismo frente a la UAI Urquiza, imponiéndose por 5-2, logrando Quiñones su segundo título con Boca Juniors.
El título le otorgó el pase a Boca Juniors a la primera Super Final, contra el ganador del Torneo Apertura 2021, San Lorenzo de Almagro. El partido se jugó el 11 de diciembre en el estadio Ciudad de Vicente López y Boca ganó por 4-2. Quiñones obtuvo su tercer título con Boca Juniors y se retiró como futbolista.
El resultado final de Florencia Quiñones con "Las Gladiadoras", siendo la capitana, con la número 5 en su espalda fue de 87 partidos jugados con la camiseta azul y oro y un total de 19 goles y coronándose en un mismo año tres veces, por el Torneo Transición 2020, disputado en enero de 2021, Torneo Clausura 2021 y Super Final 2021.

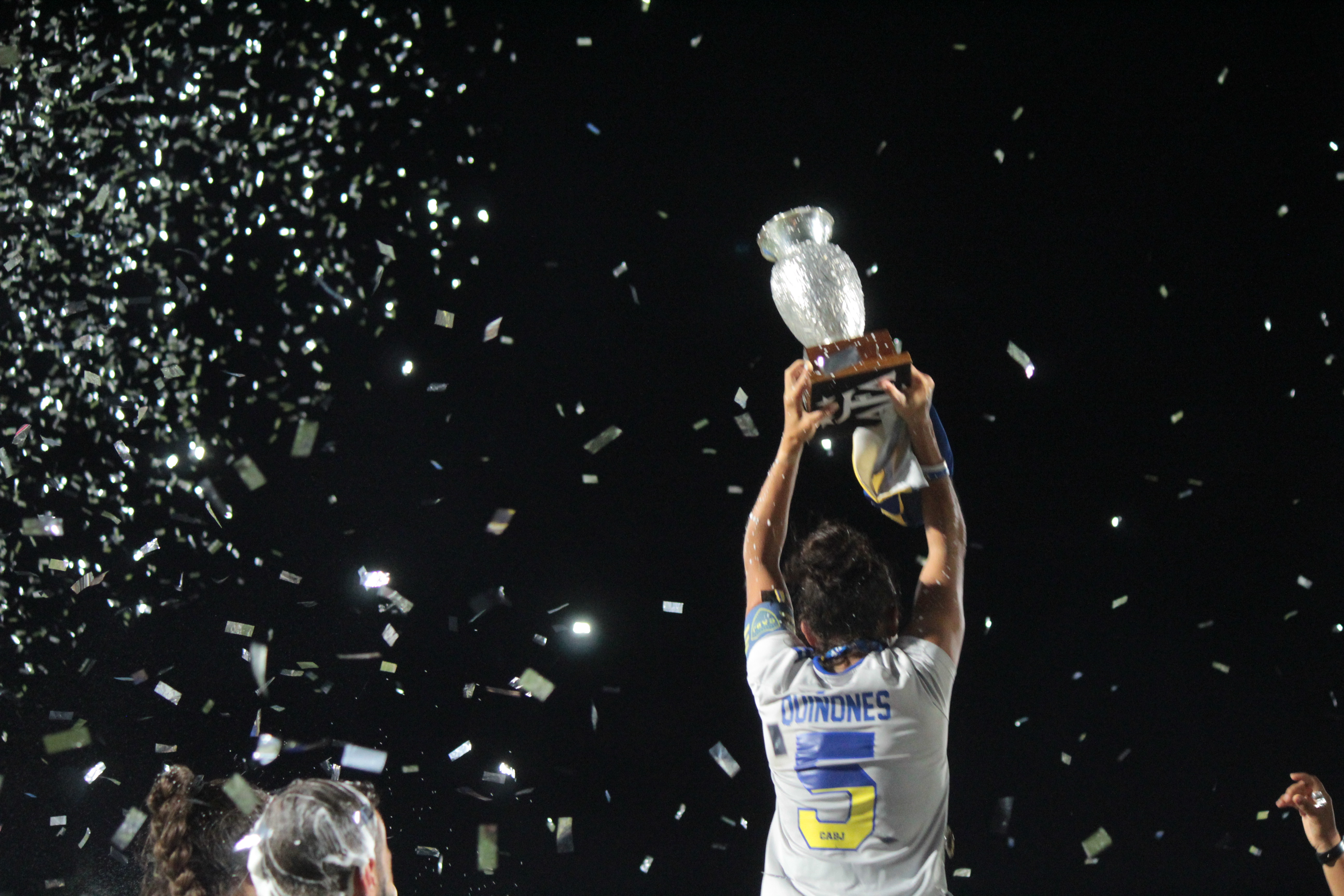
Florencia Quiñones alzando la copa de la Super Final

### Números de Florencia Quiñones en Boca Juniors
| Torneo                      | Partidos Jugados | Goles |
| --------------------------- | ---------------- | ----- |
| Torneo 2017 - 18            | 22               | 3     |
| Torneo 2018 - 19            | 22               | 7     |
| Torneo 2019 - 20            | 14               | 5     |
| Torneo Transición 2020 - 21 | 6                | 1     |
| Copa Libertadores 2020      | 4                | 1     |
| Torneo Apertura 2021        | 9                | 1     |
| Torneo Clausura 2021        | 9                | 1     |
| Super Final 2021            | 1                | 0     |
| TOTAL                       | 87               | 19    |

## Selección argentina

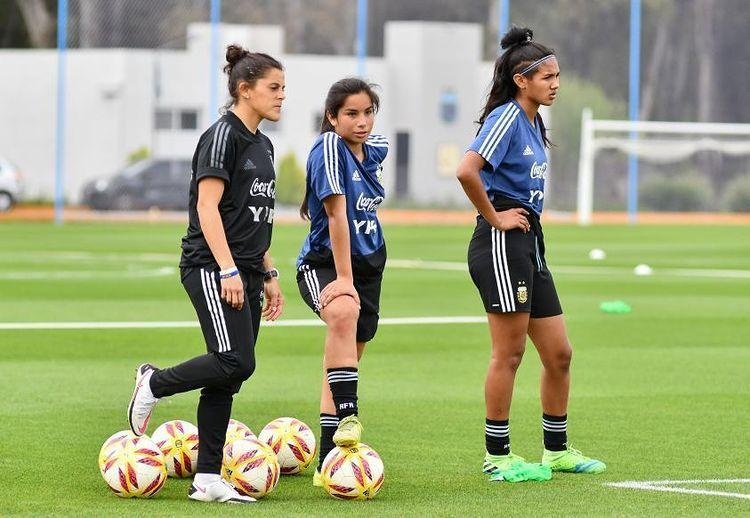
Florencia Quiñones como entrenadora de la Selección Nacional Argentina

Quiñones tuvo un largo periodo jugando en la selección nacional. Fue jugadora y capitana del seleccionado argentino. Su experiencia incluye el Mundial sub-20 de Rusia 2006, el Mundial de China 2007 y los Juegos Olímpicos de Pekín 2008. También dos Sudamericanos (sub-20 de Chile y mayores de Argentina, ambos en 2006), tres Panamericanos (Río de Janeiro 2007, Guadalajara 2011 y Toronto 2015) y los Odesur de Santiago de Chile 2014. 
Durante 2006, fue nominada para participar en las clasificatorias para la Copa Mundial que se realizaría en China, en estas participó de tres partidos logrando anotar un gol, Argentina tuvo buenos resultados logrando clasificarse. Luego en agosto viajó junto a la selección sub-20 por el Campeonato Mundial de dicha categoría, en el cual las argentinas solo obtuvieron una victoria ante el Congo. Ya en 2007 nuevamente fue incluida con la selección absoluta para el Campeonato Mundial, en el cual tuvieron un mal desempeño, perdiendo todos sus partidos, dos de ellos por goleada. Al año siguiente participó en los Juegos Olímpicos de Pekín, en los que nuevamente la selección perdió los tres encuentros. En 2011 ejerció como capitana en los Juegos Panamericanos, con un muy bajo nivel del equipo, que solo consiguió un empate ante Costa Rica.
En el predio de la AFA, el nombre de Florencia Quiñones, aparece en una plaqueta de "Partidos Memorables", recordando la final en Mar del Plata, que Argentina le gana a Brasil en el Campeonato Sudamericano Femenino de 2006 (hoy conocida como Copa América).

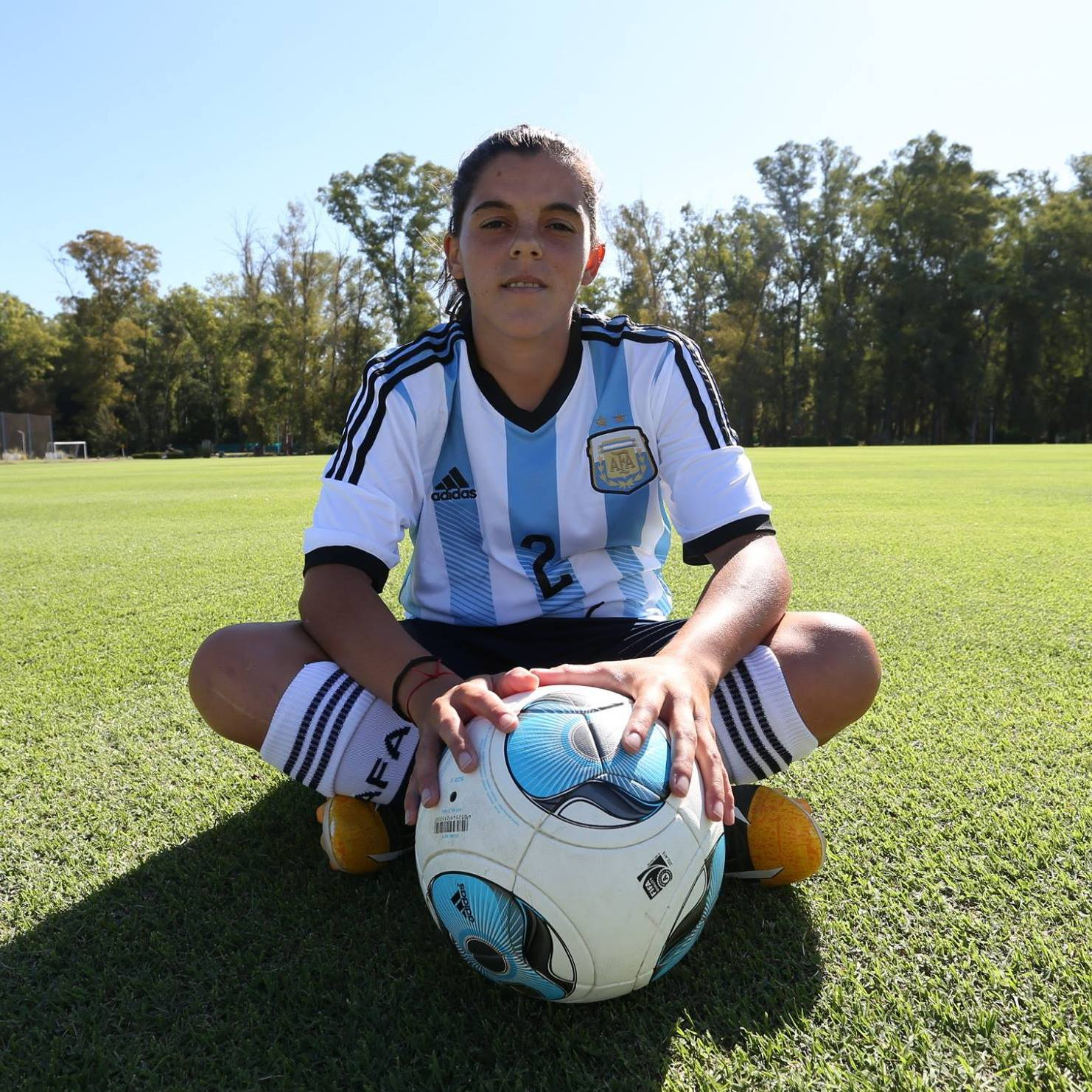
La excapitana de la selección argentina en el predio de Ezeiza.

Como integrante de la selección fue parte de la primera participación de los Juegos Sudamericanos (Odesur) en sede en Santiago de Chile, en donde Florencia Quiñones logró obtener la medalla dorada, siendo campeona de los juegos y de la histórica eliminación a Brasil, en semifinales.
En octubre de 2021, la AFA comunicó que Christian Meloni sería el nuevo entrenador de las selecciones sub-15 y sub-17, y que como directora técnica alterna lo acompañaría Florencia Quiñones.

“No fue una decisión que venía planeando. Se dio esta posibilidad de dirigir a las juveniles y ahí es cuando me puse a pensar qué era lo que quería para mi futuro. Sabía que no me quedaba mucho tiempo para jugar y resolví que ya era hora de aportar desde otro lado”
Florencia Quiñones

Desde el 4 de octubre la actual entrenadora, tuvo que dividir sus tareas para llevar a cabo su nuevo desempeño en la Selección Argentina y Boca Juniors. El proyecto involucra armar una base de 30 jugadoras en vista al Sudamericano Sub-17 para poder clasificar al mundial y realizar un buen proceso con respecto al sub-15.

### Participaciones en Copas del Mundo
| Torneo               | Sede  | Resultado    | Partidos | Goles | Asistencias |
| -------------------- | ----- | ------------ | -------- | ----- | ----------- |
| Copa Mundial de 2007 | China | Primera fase | 3        | 0     | 0           |

## Clubes

### Como jugadora de Fútbol
| Club            | País      | Año         |
| --------------- | --------- | ----------- |
| San Lorenzo     | Argentina | 2005 - 2011 |
| F. C. Barcelona | España    | 2011 - 2015 |
| San Lorenzo     | Argentina | 2015 - 2017 |
| Boca Juniors    | Argentina | 2017 - 2021 |

### Como jugadora de Futsal
| Club         | País      | Año             |
| ------------ | --------- | --------------- |
| San Lorenzo  | Argentina | 2005 - 2011     |
| San Lorenzo  | Argentina | 2015 - 2017     |
| Pacífico     | Argentina | 2017 - ?        |
| Boca Juniors | Argentina | 2022 - Presente |

### Como entrenadora
| Club         | País      | Año             |
| ------------ | --------- | --------------- |
| Boca Juniors | Argentina | 2023 - Presente |

## Palmarés

### Como jugadora

#### Campeonatos nacionales de Fútbol
| Título                        | Club            | País      | Año           |
| ----------------------------- | --------------- | --------- | ------------- |
| Primera División A            | San Lorenzo     | Argentina | Apertura 2008 |
| Primera División              | F. C. Barcelona | España    | 2012          |
| Primera División              | F. C. Barcelona | España    | 2013          |
| Copa de la Reina              | F. C. Barcelona | España    | 2013          |
| Primera División A            | San Lorenzo     | Argentina | 2015          |
| Primera División A            | Boca Juniors    | Argentina | 2020          |
| Primera División A            | Boca Juniors    | Argentina | Clausura 2021 |
| Superfinal de Fútbol Femenino | Boca Juniors    | Argentina | 2021          |

#### Campeonatos nacionales de Futsal
| Título           | Club        | País      | Año           |
| ---------------- | ----------- | --------- | ------------- |
| Primera División | San Lorenzo | Argentina | 2005          |
| Primera División | San Lorenzo | Argentina | 2006          |
| Primera División | San Lorenzo | Argentina | Clausura 2008 |
| Primera División | San Lorenzo | Argentina | Apertura 2008 |
| Primera División | San Lorenzo | Argentina | Anual 2008    |
| Primera División | San Lorenzo | Argentina | Clausura 2009 |
| Primera División | San Lorenzo | Argentina | Apertura 2009 |
| Primera División | San Lorenzo | Argentina | Anual 2009    |
| Primera División | San Lorenzo | Argentina | Clausura 2010 |
| Primera División | San Lorenzo | Argentina | Clausura 2011 |
| Copa Argentina   | Pacífico    | Argentina | 2017          |

#### Campeonatos regionales de Fútbol
| Título        | Club            | País     | Año  |
| ------------- | --------------- | -------- | ---- |
| Copa Cataluña | F. C. Barcelona | Cataluña | 2011 |
| Copa Cataluña | F. C. Barcelona | Cataluña | 2012 |

#### Campeonatos internacionales de Fútbol
| Título       | Equipo              | País      | Año  |
| ------------ | ------------------- | --------- | ---- |
| Copa América | Selección Argentina | Argentina | 2006 |
| Odesur       | Selección Argentina | Chile     | 2014 |

### Como entrenadora

#### Campeonatos nacionales
| Título             | Club         | País      | Año           |
| ------------------ | ------------ | --------- | ------------- |
| Primera División A | Boca Juniors | Argentina | 2023          |
| Copa de la Liga    | Boca Juniors | Argentina | 2023          |
| Copa Federal       | Boca Juniors | Argentina | 2023          |
| Primera División A | Boca Juniors | Argentina | Apertura 2024 |